# ليو يان
ليو يان (بالصينية: 劉艷) هي مدربة تزلج فني ‏ وممثلة صينية، ولدت في 30 أغسطس 1984 في كيكيهار في الصين.

## وصلات خارجية
- ليو يان على موقع الاتحاد الدولي للتزلج (الإنجليزية)
- ليو يان على موقع أوليمبيديا (الإنجليزية)
- ليو يان على موقع اللجنة الأولمبية الصينية (الإنجليزية)